# بني شداد (تعز)
بني شداد هي إحدى قرى الجمهورية اليمنية. تتبع جغرافيا لمحافظة تعز وإداريًا لمديرية المعافر. يبلغ تعداد سكانها 2810 نسمة حسب الإحصاء الذي أجري عام 2004.